# Rimini Calcio Football Club 2003-2004
Questa pagina raccoglie i dati riguardanti il Rimini Calcio Football Club nelle competizioni ufficiali della stagione 2003-2004.

## Stagione
Nella stagione 2003-2004 il neopromosso Rimini si appresta a disputare la Serie C1.
Gran parte della squadra è formata dal blocco che aveva conquistato la promozione pochi mesi prima. Fra i nuovi arrivi, alcuni sono stati regolarmente utilizzati come Zini e Tasso o anche Docente, mentre altri hanno visto raramente il campo (Bonura titolare in una occasione, Setaro una singola presenza dalla panchina, zero apparizioni per il brasiliano Grimaldi).
Nelle prime 8 giornate Acori schierò Bizzarri come portiere titolare, fino a quando Aldegani conquistò stabilmente lo spazio fra i pali. Allo stesso tempo torna disponibile Floccari dopo uno stop di 5 mesi per infortunio.
Alla 10ª giornata, dopo 22 anni, torna a disputarsi il derby di campionato contro il Cesena. Il colpo di testa di Rachini fissa il risultato sull'1-0 per i biancorossi, che non battevano i rivali dal 19 aprile 1964. Il mese di novembre continua bene, in totale arrivano 10 punti.
Al termine del girone di andata il Rimini occupa il 10º posto in classifica, a quota 21 punti.
Durante il mercato di gennaio viene ceduto "il cobra" Di Nicola, attaccante che aveva segnato 38 gol in 59 partite col Rimini nel biennio precedente, ma spesso relegato in panchina nel corso di questa stagione.
Nel derby di ritorno a Cesena, i biancorossi vanno avanti di due lunghezze, ma si fanno sorpassare nell'ultimo quarto d'ora per il (3-2) finale in favore della formazione bianconera. Dopo questa partita, la formazione di Acori riesce a vincere addirittura sei partite delle restanti 7 giornate, una serie positiva che fa salire la squadra dall'11º al definitivo 4º posto finale.
Grazie a questo piazzamento il Rimini si qualifica così per i playoff, dove in semifinale ritrova nuovamente il Cesena: la sfida di andata al Romeo Neri termina (1-1), mentre il (2-0) subito a Cesena nella gara di ritorno chiude la stagione riminese.

## Divise e sponsor
Sulla divisa tradizionale a scacchi biancorossi campeggia lo sponsor Riviera di Rimini - La Riviera dei parchi, mentre lo sponsor tecnico è nuovamente Hummel. Altre divise, generalmente utilizzate in trasferta ma anche in rare gare casalinghe, sono interamente bianche oppure rosse, sempre con la stessa sponsorizzazione.
| Casa | Trasferta | Terza divisa |

## Organigramma societario
Area direttiva
- Amministratore delegato: Vincenzo Bellavista
- Presidente: Luca Benedettini
- Vice Presidente: Ivan Ventimiglia

Area organizzativa
- Team manager: Piergiorgio Ceccherini

Area comunicazione
- Ufficio Stampa: Giuseppe Meluzzi
- Segretario: Floriano Evangelisti

Area tecnica
- Direttore sportivo: Walter Muratori
- Allenatore: Leonardo Acori
- Preparatore atletico: Danilo Chiodi
- Preparatore dei portieri: Giancarlo Bellucci

Area sanitaria
- Medico sociale: Pasquale Contento
- Massaggiatori: Andrea Acciarri, Lamberto Soci

## Rosa
| N. |                      | Ruolo | Calciatore              |
| -- | -------------------- | ----- | ----------------------- |
|    | Italia (bandiera)    | P     | Gabriele Aldegani       |
|    | Italia (bandiera)    | P     | Marco Bizzarri          |
|    | Italia (bandiera)    | D     | Alessandro Mastronicola |
|    | Italia (bandiera)    | D     | Alessio Ballanti        |
|    | Italia (bandiera)    | D     | Andrea Mussoni          |
|    | Italia (bandiera)    | D     | Danilo Zini             |
|    | Italia (bandiera)    | D     | Luca D'Angelo           |
|    | Italia (bandiera)    | D     | Paolo Bravo             |
|    | Italia (bandiera)    | D     | Stefano Di Fiordo       |
|    | Argentina (bandiera) | C     | Adrián Ricchiuti        |
|    | Italia (bandiera)    | C     | Alex Pederzoli          |
|    | Italia (bandiera)    | C     | Daniele Bordacconi      |

| N. |                   | Ruolo | Calciatore            |
| -- | ----------------- | ----- | --------------------- |
|    | Italia (bandiera) | C     | Francesco Lunardini   |
|    | Italia (bandiera) | C     | Gianluca Di Giulio    |
|    | Italia (bandiera) | C     | Ivano Trotta          |
|    | Italia (bandiera) | C     | Lorenzo Di Loreto     |
|    | Italia (bandiera) | C     | Marco Bonura          |
|    | Italia (bandiera) | C     | Paolo Rachini         |
|    | Italia (bandiera) | C     | Renzo Tasso           |
|    | Italia (bandiera) | A     | Alex Ambrosini        |
|    | Italia (bandiera) | A     | Davide Di Nicola      |
|    | Italia (bandiera) | A     | Emilio Benito Docente |
|    | Italia (bandiera) | A     | Sergio Floccari       |
|    | Italia (bandiera) | A     | Marco Semprini        |

## Calciomercato

### Sessione estiva
| Arrivi | Arrivi                | Arrivi    | Arrivi       |
| R.     | Nome                  | da        | Modalità     |
| ------ | --------------------- | --------- | ------------ |
| P      | Gabriele Aldegani     | Milan     | prestito     |
| D      | Danilo Zini           | Pistoiese | prestito     |
| D      | Edevaldo Grimaldi     | Perugia   | prestito     |
| C      | Marco Bonura          | Inter     | comproprietà |
| C      | Renzo Tasso           | Padova    | definitivo   |
| A      | Antonio Setaro        | Lazio     | comproprietà |
| A      | Emilio Benito Docente | Messina   | comproprietà |

| Partenze | Partenze            | Partenze      | Partenze              |
| R.       | Nome                | a             | Modalità              |
| -------- | ------------------- | ------------- | --------------------- |
| D        | Cristian Galliano   | Grosseto      | svincolato            |
| D        | Daniele Bucchi      | Riccione      | prestito (da ottobre) |
| D        | Diego Nanni         | Bellaria      | prestito              |
| C        | Francesco Lunardini | Val di Sangro | prestito (da ottobre) |
| A        | Cristiano Luconi    | Castelnuovo   | definitivo            |
| A        | Mirko Paglialonga   | Riccione      | prestito              |

### Sessione invernale
| Arrivi | Arrivi         | Arrivi   | Arrivi   |
| R.     | Nome           | da       | Modalità |
| ------ | -------------- | -------- | -------- |
| D      | Alex Pederzoli | Juventus | prestito |

| Partenze | Partenze         | Partenze  | Partenze   |
| R.       | Nome             | a         | Modalità   |
| -------- | ---------------- | --------- | ---------- |
| D        | Alessio Ballanti | Lodigiani | prestito   |
| C        | Marco Semprini   | Sassuolo  | prestito   |
| A        | Davide Di Nicola | Ravenna   | definitivo |

## Risultati

### Campionato

#### Girone di andata
| Arbitro: | Giachero (Pinerolo) |

|               |           |               |
| Di Nicola 67’ | Marcatori | 53’ Facciotto |

| Arbitro: | Gandolfi (Cremona) |

|                         |           |  |
| Centi 1’ Sinigaglia 76’ | Marcatori |  |

| Rimini 15 settembre 2003, ore 20:30 CEST 3ª giornata | Rimini            | 0 – 0 | Padova | Stadio Romeo Neri\| Arbitro: \| Stefanini (Prato) \| |
| Arbitro:                                             | Stefanini (Prato) |       |        |                                                      |

| Arbitro: | Zanardo (Conegliano) |

|  |           |                               |
|  | Marcatori | 12’ Docente 90’ (rig.) Trotta |

| Arbitro: | Ciliberto (Merano) |

|                                        |           |                 |
| Palombo 22’ Pinamonte 69’ Polenghi 86’ | Marcatori | 90+4’ Di Giulio |

| Arbitro: | Brunialti (Trento) |

|                                    |           |             |
| Di Nicola 19’, 50’ Ricchiuti 90+5’ | Marcatori | 90’ Cerbone |

| Arbitro: | Ferrandini (Sondrio) |

|                  |           |              |
| Giandomenico 66’ | Marcatori | 59’ D'Angelo |

| Arbitro: | Celi (Bari) |

|                |           |                             |
| Bordacconi 56’ | Marcatori | 44’ Fialdini 66’ R. Bettini |

| Arbitro: | Di Cintio (Bergamo) |

|               |           |  |
| Mazzoleni 63’ | Marcatori |  |

| Arbitro: | Pantana (Macerata) |

|               |           |  |
| Rachini 45+1’ | Marcatori |  |

| Arbitro: | P.S. Mazzoleni (Bergamo) |

|            |           |              |
| Masini 76’ | Marcatori | 87’ Floccari |

| Arbitro: | Saveri (Viterbo) |

|                        |           |  |
| Trotta 2’ Floccari 62’ | Marcatori |  |

| Arbitro: | Italiani (L'Aquila) |

|  |           |                 |
|  | Marcatori | 9’, 45’ Docente |

| Rimini 7 dicembre 2003, ore 14:30 CET 14ª giornata | Rimini                       | 0 – 0 | Pavia | Stadio Romeo Neri\| Arbitro: \| Tommasi (Bassano del Grappa) \| |
| Arbitro:                                           | Tommasi (Bassano del Grappa) |       |       |                                                                 |

| Arbitro: | Crugliano (Crotone) |

|                          |           |             |
| Veronese 13’ Zizzari 81’ | Marcatori | 85’ Docente |

| Arbitro: | G. Rubino (Salerno) |

|               |           |                |
| Di Loreto 13’ | Marcatori | 90+4’ A. Villa |

| Arbitro: | Brunialti (Trento) |

|                     |           |  |
| Serafini 70’ (rig.) | Marcatori |  |

#### Girone di ritorno
| Arbitro: | De Luca (Pescara) |

|  |           |                                |
|  | Marcatori | 27’ Floccari 67’ (rig.) Trotta |

| Arbitro: | Giglioni (Siena) |

|  |           |                     |
|  | Marcatori | 50’, 53’ Sinigaglia |

| Arbitro: | Vicinanza (Albenga) |

|                                   |           |                   |
| Cecchini 2’ (rig.) Muslimović 38’ | Marcatori | 46’, 71’ Floccari |

| Arbitro: | Cavaretta (Trapani) |

|                              |           |  |
| Di Giulio 35’ Bordacconi 65’ | Marcatori |  |

| Rimini 15 febbraio 2004, ore 14:30 CET 22ª giornata | Rimini           | 0 – 0 | Novara | Stadio Romeo Neri\| Arbitro: \| Passeri (Gubbio) \| |
| Arbitro:                                            | Passeri (Gubbio) |       |        |                                                     |

| Arbitro: | Torella (Roma) |

|                  |           |                   |
| Selva 73’ (rig.) | Marcatori | 62’ (aut.) Fedeli |

| Arbitro: | G. Rubino (Salerno) |

|            |           |  |
| Docente 7’ | Marcatori |  |

| Arbitro: | Didato (Agrigento) |

|               |           |             |
| Lorenzini 34’ | Marcatori | 15’ Docente |

| Arbitro: | Ferrandini (Sondrio) |

|                      |           |                  |
| Di Loreto 65’, 90+1’ | Marcatori | 32’, 35’ Sgrigna |

| Arbitro: | Giglioni (Siena) |

|                                       |           |                        |
| Biserni 75’ Confalone 77’ Cavalli 80’ | Marcatori | 38’ Bravo 45’ Floccari |

| Arbitro: | Gervasoni (Mantova) |

|                                |           |            |
| Floccari 23’ Trotta 66’ (rig.) | Marcatori | 58’ Masini |

| Arbitro: | Zanardo (Conegliano) |

|                            |           |                               |
| Piovanelli 32’ Carbone 88’ | Marcatori | 15’, 62’ Floccari 19’ Docente |

| Arbitro: | Russo (Nola) |

|                                |           |  |
| D'Angelo 58’ Trotta 78’ (rig.) | Marcatori |  |

| Arbitro: | Lena (Ciampino) |

|  |           |              |
|  | Marcatori | 43’ D'Angelo |

| Arbitro: | Stefanini (Prato) |

|                            |           |  |
| Floccari 54’ Ricchiuti 88’ | Marcatori |  |

| Arbitro: | Crugliano (Crotone) |

|                           |           |  |
| Valiani 80’ Artistico 86’ | Marcatori |  |

| Arbitro: | Gava (Conegliano) |

|                             |           |                |
| Ricchiuti 14’ Di Giulio 63’ | Marcatori | 44’ Abbruscato |

#### Play-off
| Arbitro: | Banti (Livorno) |

|             |           |              |
| Docente 49’ | Marcatori | 13’ Bernacci |

| Arbitro: | Marelli (Como) |

|                           |           |  |
| Peccarisi 27’ Cavalli 53’ | Marcatori |  |

### Coppa Italia di Serie C
| Castel San Pietro Terme 17 agosto 2003 Fase a gironi                       | Imolese   | 0 – 4                                    | Rimini | Stadio Comunale |
| \| \| \| \| \| \| Marcatori \| 15’, 49’ Di Nicola 56’ Bravo 81’ Docente \| |           |                                          |        |                 |
|                                                                            |           |                                          |        |                 |
|                                                                            | Marcatori | 15’, 49’ Di Nicola 56’ Bravo 81’ Docente |        |                 |

| Rimini 20 agosto 2003 Fase a gironi              | Rimini    | 0 – 1          | San Marino | Stadio Romeo Neri |
| \| \| \| \| \| \| Marcatori \| 81’ Pietranera \| |           |                |            |                   |
|                                                  |           |                |            |                   |
|                                                  | Marcatori | 81’ Pietranera |            |                   |

| Arbitro: | Zanardo (Conegliano) |

|  |           |            |
|  | Marcatori | 38’ Trotta |

| Rimini 27 agosto 2003 Fase a gironi                        | Rimini    | 2 – 0 | Bellaria Igea Marina | Stadio Romeo Neri |
| \| \| \| \| \| Di Nicola 6’ Docente 68’ \| Marcatori \| \| |           |       |                      |                   |
|                                                            |           |       |                      |                   |
| Di Nicola 6’ Docente 68’                                   | Marcatori |       |                      |                   |

| Arbitro: | Gervasoni (Mantova) |

|                             |           |                 |
| Bordacconi 14’ Semprini 75’ | Marcatori | 41’ Campolonghi |

| Arbitro: | Zanardo (Conegliano) |

|                                      |           |             |
| S. Romano 39’ Campolonghi 53’, 90+3’ | Marcatori | 69’ Docente |